# Marco Asinio Atratino
Marco Asinio Atratino (en latín Marcus Asinius Atratinus) fue un senador del Alto Imperio Romano, que desarrolló su cursus honorum en la segunda mitad del siglo I, alcanzando el honor del consulado como consul ordinarius en el año 89, bajo el imperio de Domiciano. Tomó posesión de este cargo en enero y fue sustituido en abril por un consul suffectus. 
Estaba casado con una mujer de la prominente familia de los Annii.